# Pierre-Auguste Lamy
Pour les articles homonymes, voir Lamy.
Pierre-Auguste Lamy, né à Paris le 1er juillet 1827 et mort le 6 octobre 1883 dans le 17e arrondissement de Paris, est un graveur, lithographe et aquarelliste français.

## Biographie
Il débuta au Salon de 1850.

## Lithographies de Pierre-Auguste Lamy pourLa Fiancée d'Abydos
La Fiancée d'Abydos, première le 30 décembre 1865 au Théâtre-Lyrique
- Livret : Jules Adenis
- Musique : Adrien Barthe
- Mise en scène : Léon Carvalho
- Lithographies : Pierre-Auguste Lamy
- Décorateurs : Joseph Thierry et Charles-Antoine Cambon

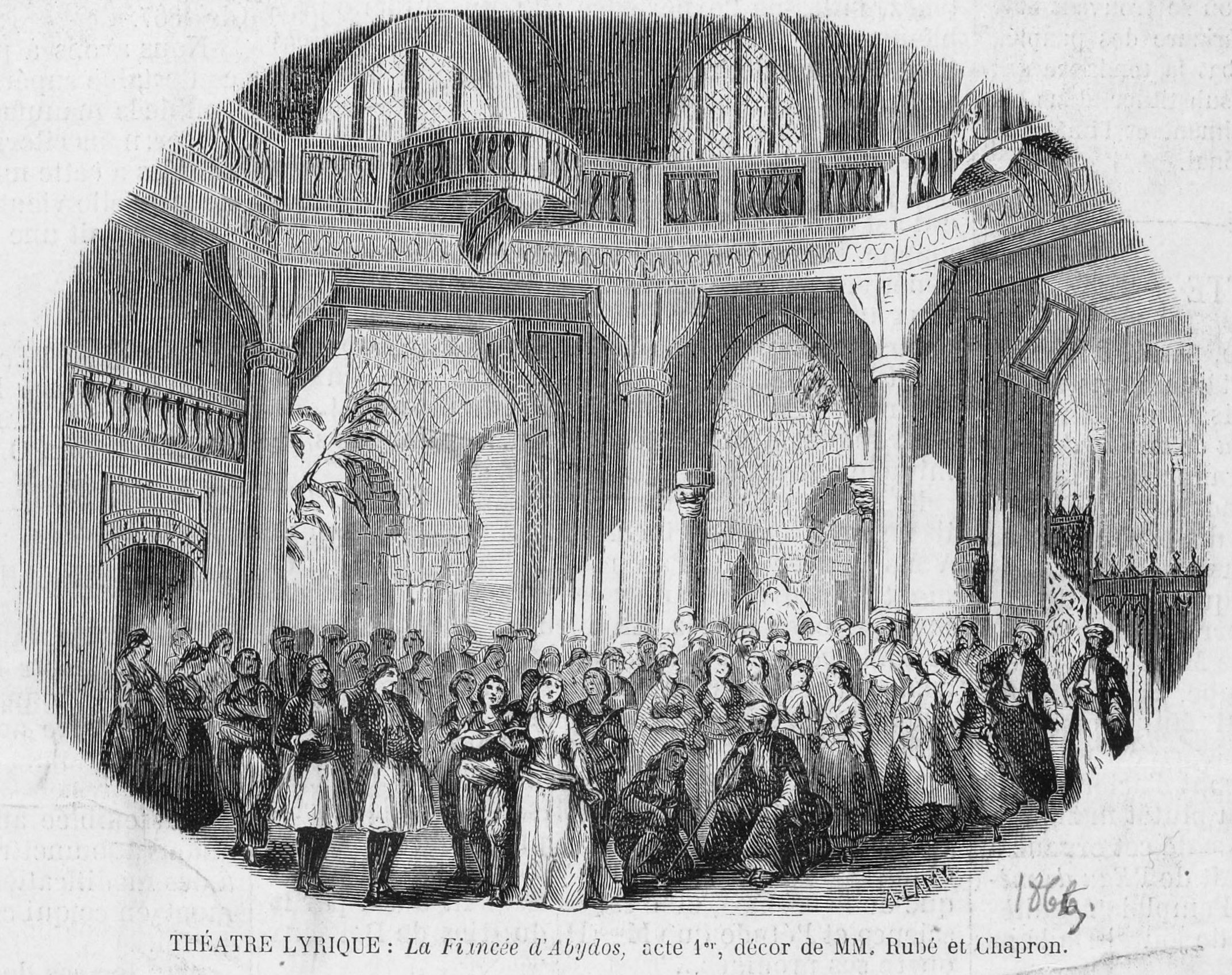
Acte 1, scène 4
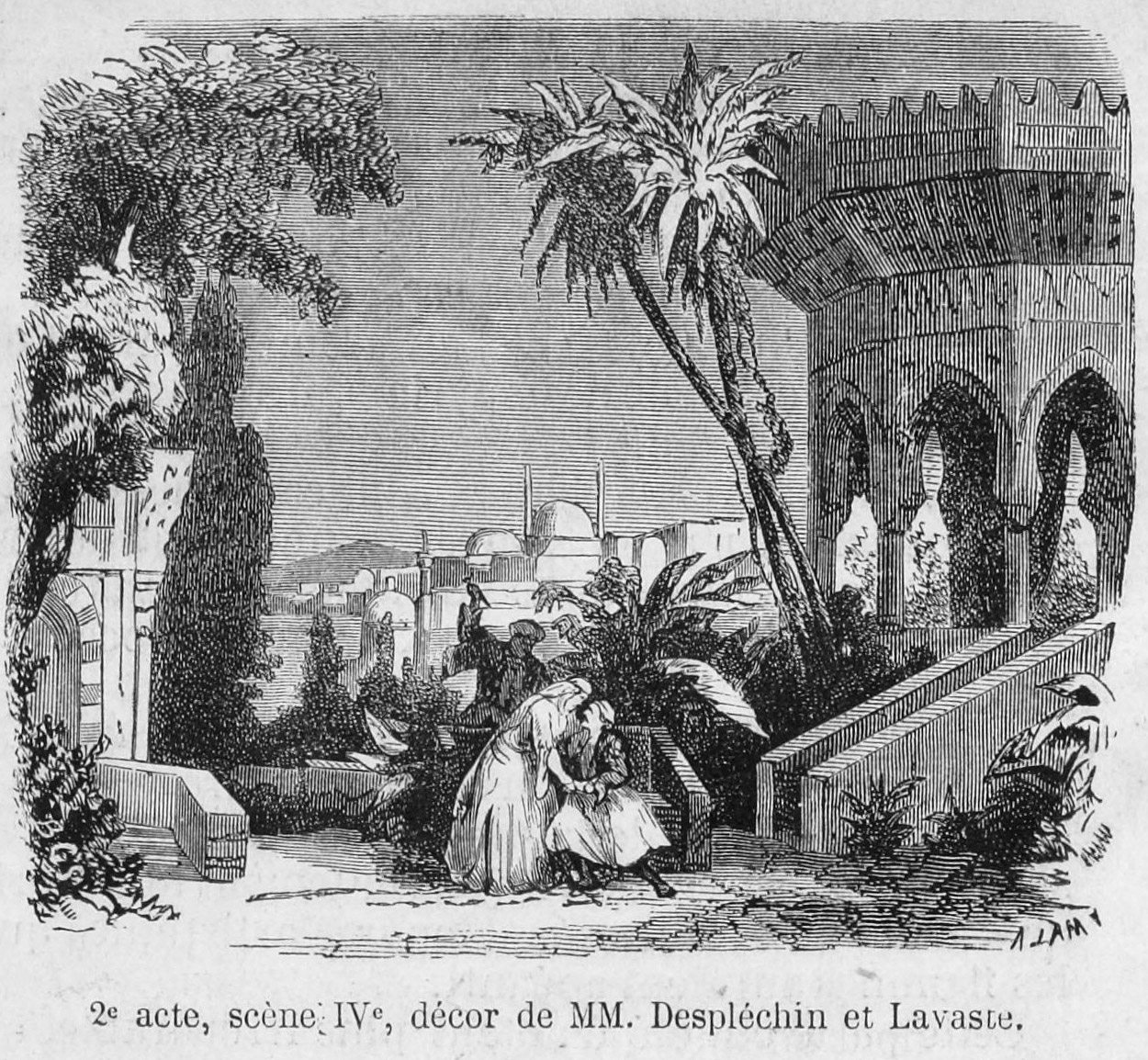
Acte 2, scène 4
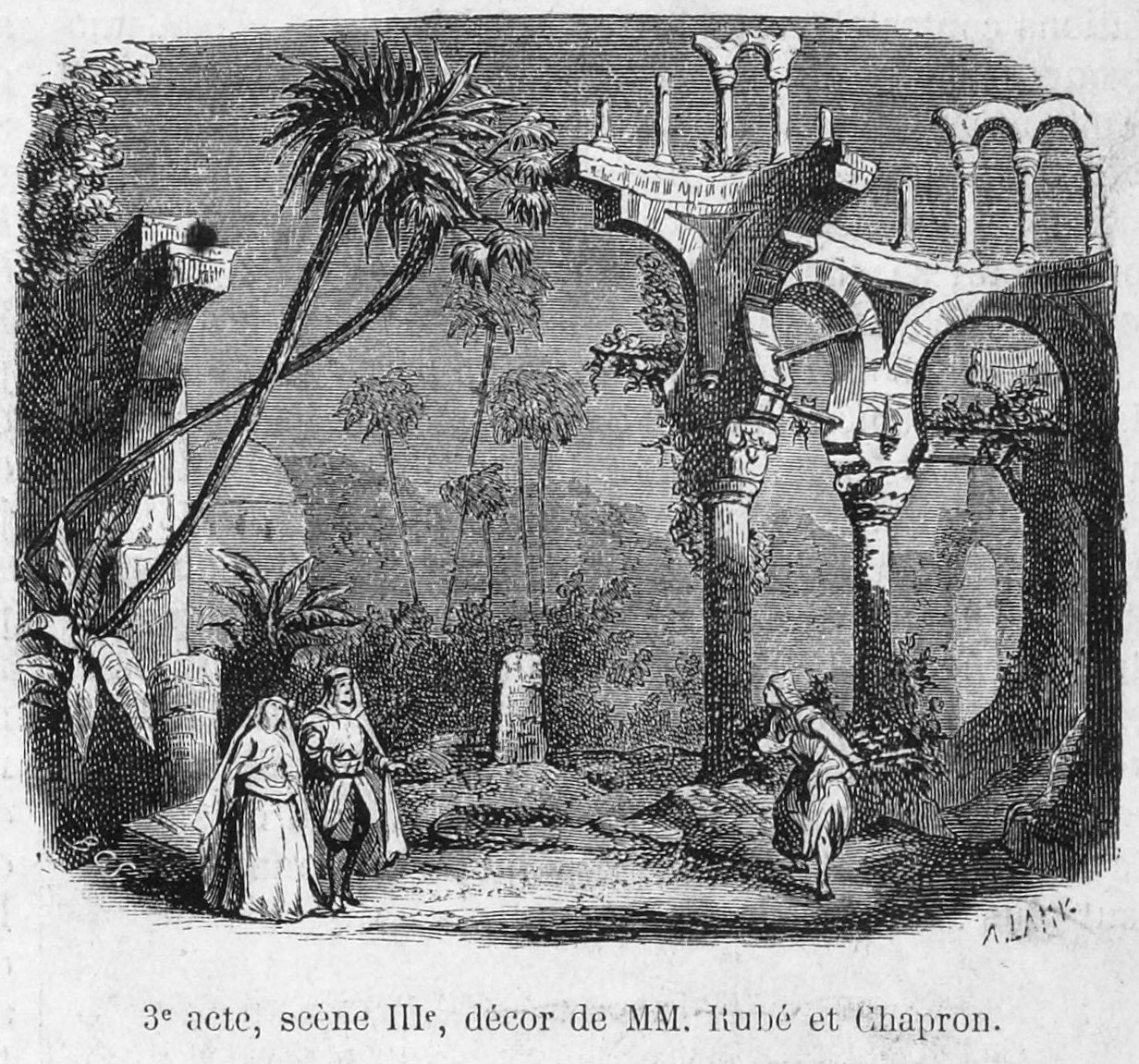
Acte 3, scène 3
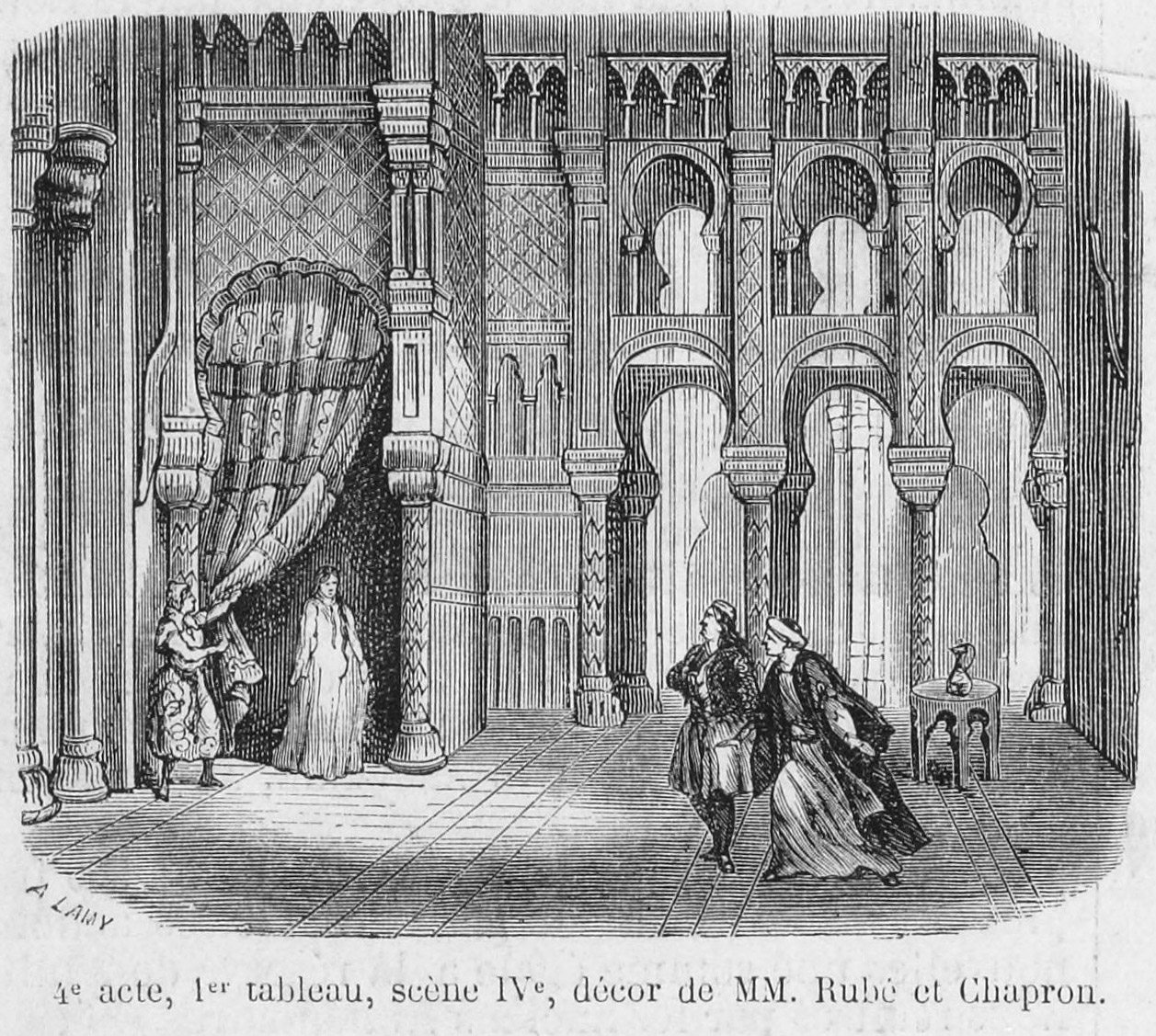
Acte 4, 1er tableau, scène 4
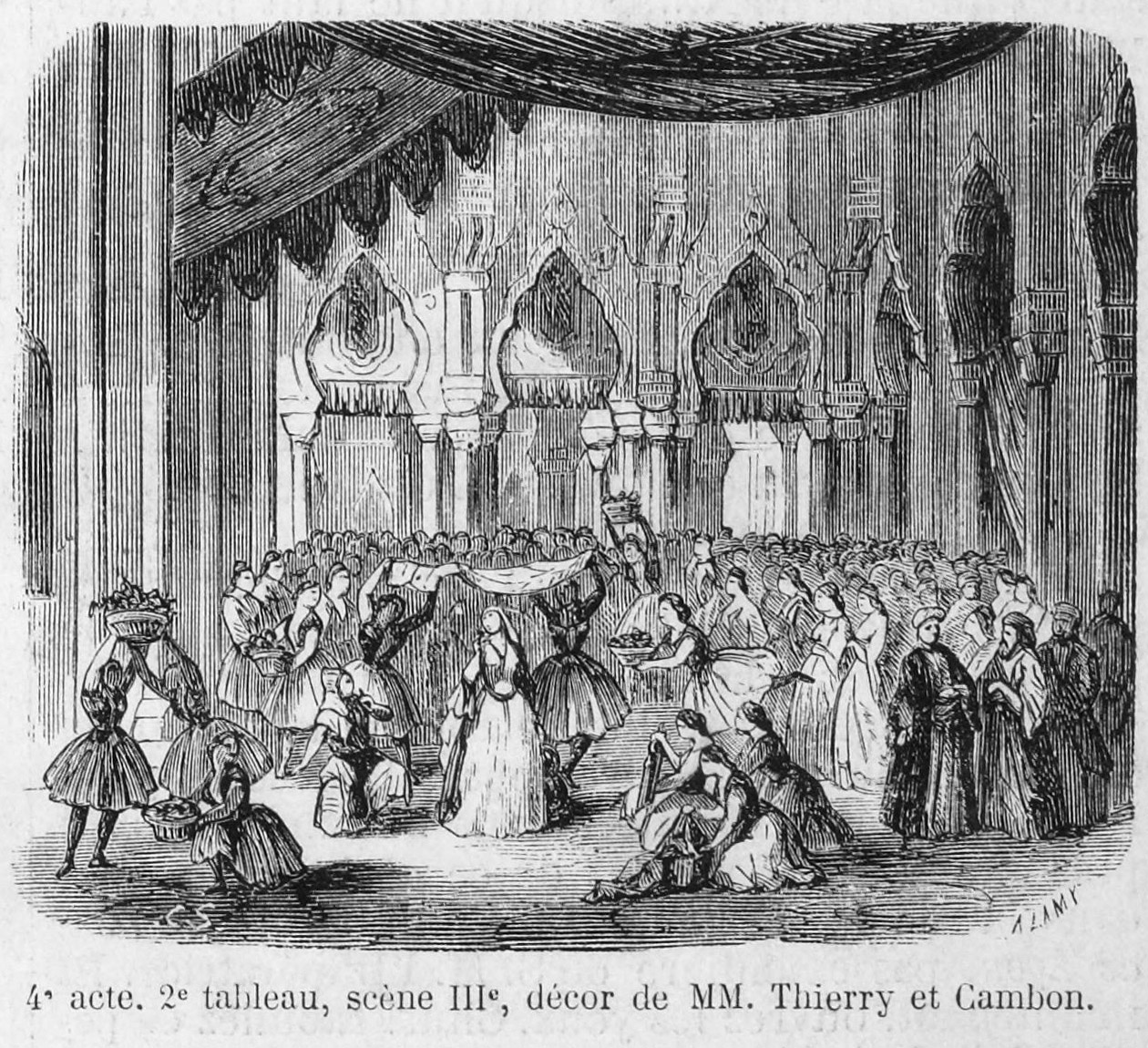
Acte 4, 2nd tableau, scène 3